# City Jet (Schwarzkopf)
City Jet (ook wel Jet 400 genoemd) is een achtbaanmodel ontworpen door Anton Schwarzkopf in 1973. Het model is tien jaar in productie geweest, en er zijn er 11 van gebouwd voor pretparken, waarvan er nu nog drie in gebruik zijn. 
De City Jet was de vierde baan in de Jet Star-reeks (daar verwijst de 4 in "Jet 400" naar). Zoals de Jumbo Jet een grote versie van de Jet Star II was, was de City Jet een kleine versie ervan. Doordat de baan kleiner was, was hij meer geschikt voor kermissen in steden, vandaar "City" Jet. Hij was minder hoog en de baan was minder lang. Net zoals de Jet Star II en de Jumbo Jet had ook de City Jet een optakeling door middel van een elektrische spiraallift. De baan was 415 meter lang en 10,80 meter hoog. De snelheid is onbekend. 

## Voorbeelden
- Bobsleigh in  Nigloland, Dolancourt (in 2018 verplaatst naar  Parc de la Vallée, Massais)
- Jet Star in  Familiepark Drievliet, Den Haag (verwijderd in 1995)

Lijst van achtbaanmodellen ontworpen door Anton Schwarzkopf